# François-Amable Ruffin

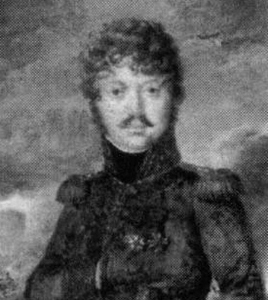
François-Amable Ruffin

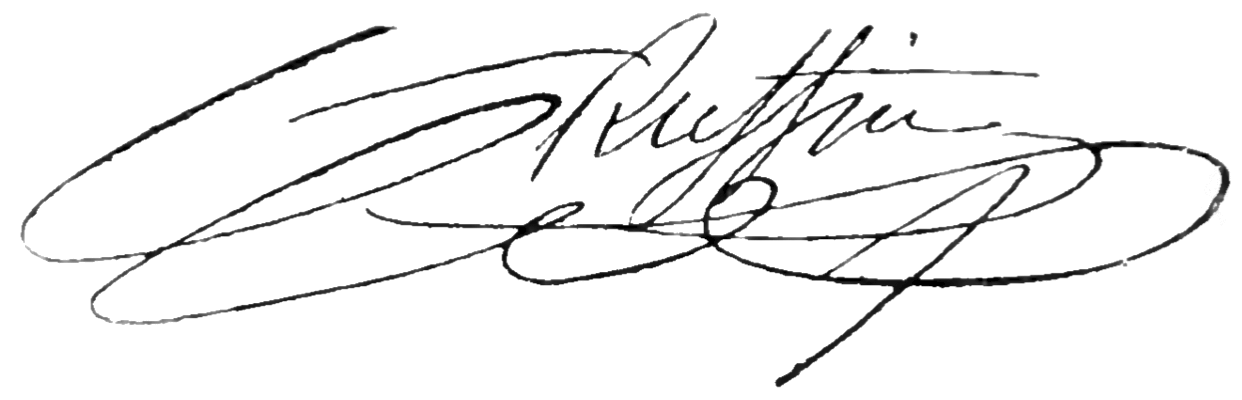
Signatur

François-Amable Ruffin, seltener François Amable Ruffin (* 31. August 1771 in Bolbec, Département Seine-Maritime; † 15. Mai 1811 in Portsmouth, Südengland) war ein französischer General der Infanterie.

## Leben und Wirken
Im September 1792 meldete sich Ruffin freiwillig zur Armee. Er konnte sich dort bald auszeichnen und wurde auch sehr schnell befördert. Im darauffolgenden Jahr kam er – bereits im Rang eines lieutenant colonel – in den Stab von General Jean Augustin Ernouf (1753–1827) und kämpfte unter dessen Kommando u. a. bei Hondschoote (8. September 1793).
Kurze Zeit später wechselte Ruffin als Aide-de-camp zu General Jean-Baptiste Jourdan. Nach einem kurzen Intermezzo in der Armée de Sambre-et-Meuse wechselte er zurück in seine alte Stellung bei General Jourdan und blieb dort bis zum Frühjahr 1797. Im Anschluss daran wurde ihm ein einjähriger Urlaub bei Halbsold genehmigt. Ruffin hielt sich in diesem Jahr meistenteils in Paris auf, wo er dann auch Napoleon Bonaparte persönlich vorgestellt wurde.
1799 wechselte Ruffin, ebenfalls als Aide-de-camp, in den Stab von General Michel Ney. Nach seiner Beförderung zum chef de brigade (Oberst) kam er 1800 zur Armée du Rhin und nahm u. a. an den Kämpfen bei Meßkirch (5. Mai 1800), Ampfing (1. Dezember 1800) und Hohenlinden (3. Dezember 1800) teil.
Anfang 1805 wurde Ruffin zum général de brigade befördert und im August desselben Jahres kam er in den Stab von General Nicolas-Charles Oudinot. Unter dessen Befehl kämpfte er u. a. bei Ostrolenka (16. Februar 1807) und Friedland (14. Juni 1807).
Nach einem kurzen Aufenthalt in Paris wurde Ruffin nach Spanien kommandiert (→Napoleonische Kriege auf der Iberischen Halbinsel). Unter Marschall Claude-Victor Perrin kämpfte er bei Somosierra (30. November 1808), Uclés (13. Januar 1809), Medellín (29. März 1809) und Talavera (27./28. Juni 1809).
In der Schlacht bei Barrosa (5. März 1811) wurde Ruffin sehr schwer verwundet und geriet noch auf dem Schlachtfeld in britische Kriegsgefangenschaft. Auf dem britischen Lazarettschiff HMS Gorgon wurde er nach England gebracht und erlag, noch auf dem Schiff, im Hafen von Portsmouth seinen Verletzungen. Ruffin wurde auf dem Friedhof von Portsmouth beerdigt, am 4. November 1845 exhumiert und zurück in die Heimat gebracht. Sein Grab findet sich auf dem Friedhof seiner Heimatstadt.

## Ehrungen
- 25. Dezember 1805: Kommandeur der Ehrenlegion
- 1807: Militär-St.-Heinrichs-Orden
- 1808: Comte de l’Émpire
- Am 14. Juli (Nationalfeiertag) 1881, im Jahr seines hundertsten Geburtstags, wurde an seinem Geburtshaus eine Gedenktafel angebracht.
- Sein Geburtshaus zählt zu den monuments historiques Frankreichs.
- Sein Name findet sich am westlichen Pfeiler (37. Spalte) des Triumphbogens am Place Charles de Gaulle in Paris.